# Франтішек Бенда
Франті́шек Бе́нда (чеськ. František Benda; 24 листопада 1709 — 7 березня 1786) — чеський скрипаль, педагог і композитор. Один з визначних представників чеської музичної культури XVIII століття.
Бенда і його учні (брат Їржі — відомий композитор, сини Бедржіх і Карел) належать до плеяди видатних скрипалів свого часу. Бенда працював деякий час у Празі, Відні та Варшаві. З 1732 року — придворний скрипаль Фрідріха II, короля Пруссії у Берліні. Написав ряд симфоній, 6 тріо-сонат, 2 концерти для скрипки, етюди-каприси та ін. У творах Бенди звучать інтонації чеських народних пісень.